# Parazanclistius hutchinsi
Parazanclistius hutchinsi là một loài cá trong họ Pentacerotidae. Nó là loài đặc hữu của bờ biển phía nam Tây Úc, được tìm thấy trên thềm lục địa ở độ sâu từ 10–80 m (33–262 ft). Loài này phát triển đến tổng chiều dài 34 cm (13 in), và là thành viên duy nhất được biết đến trong chi của nó.

## References
1. ↑  Froese Rainer, và Daniel Pauly (chủ biên) (2014). Parazanclistius hutchinsi trong FishBase. Phiên bản tháng 2 2014.